# Chandata graeseri
Chandata graeseri är en fjärilsart som beskrevs av Otto Staudinger 1892. Chandata graeseri ingår i släktet Chandata och familjen nattflyn. Inga underarter finns listade i Catalogue of Life.